# Тургенев, Александр Михайлович
Александр Михайлович Турге́нев (1772—1862) — русский чиновник и офицер из рода Тургеневых, директор Медицинского департамента, тобольский гражданский губернатор (1823-25). Дожив до глубокой старости, оставил обстоятельные, хотя и весьма неточные мемуары, благодаря которым сегодня главным образом и известен.

## Биография
Родился в Москве 26 октября (6 ноября) 1772 года «в приходе Преображения Господня, в доме, слишком 200 лет принадлежащем роду Тургеневых» в семье Михаила Михайловича Тургенева (1743—1798); мать — Анна Богдановна, дочь Богдана Умского. Был зачислен на службу 11 февраля 1786 года унтер-офицером лейб-гвардии конного полка; 18 декабря 1796 года корнетом был переведён Екатеринославский кирасирский полк и назначен адъютантом шефа полка, князя Г. С. Волконского. С мая 1799 года до 18 сентября 1803 года состоял адъютантом при московском генерал-губернаторе, графе И. П. Салтыкове.
По совету графини Салтыковой временно оставить службу, вышел в 1803 году в отставку и в 1803—1806 годах учился в Гёттингенском университете. Кроме курса философии, юридических и естественных наук, он основательно изучил французскую и немецкую литературу. После возвращения из-за границы он принимал «участие в трудах Сперанского». Возвратился на военную службу 15 апреля 1811 года, когда штаб-ротмистром был принят в Малороссийский кирасирский полк с назначением адъютантом к герцогу Александру Вюртембергскому; 20 января 1812 года переведён в лейб-гвардии драгунский полк, а 5 марта того же года — в лейб-гвардии Литовский полк, с оставлением в прежней должности.
С 1 апреля 1812 года был назначен дивизионным адъютантом к командиру 1-й гренадерской дивизии, генерал-адъютанту графу П. А. Строганову; участвовал в Бородинском сражении, — был контужен и награждён орденом Св. Владимира 4-й степени с бантом. В 1813 году участвовал в заграничном походе. По ранению был уволен 1 мая 1814 года капитаном с мундиром.
После лечения за границей Тургенев поступил в гражданскую службу управляющим Феодосийской таможней, затем — окружным таможенным начальником брест-Литовским, а затем астраханским; 12 декабря 1823 года он был назначен тобольским гражданским губернатором. В марте 1825 года, А. М. Тургенев неожиданно был уволен с должности со снятием чина статского советника, по интригам генерал-губернатора Западной Сибири П. М. Капцевича. В мае 1826 года высочайшим указом императора Николая I был восстановлен чином, а в 1828 году был назначен сначала Бессарабским губернатором, а с 30 июля — Казанским губернатором. Но уже в конце года, 27 декабря, по просьбе министра внутренних дел А. А. Закревского, он был назначен директором Медицинского департамента, дела в котором были в крайне запущенном состоянии. Он был вынужден наводить порядок во время чумной и холерной эпидемий и военных действий (русско-турецкая и кавказская войны). За успешную деятельность А. М. Тургенев был пожалован чином действительного статского советника, однако вскоре обвинён Закревским в самовольном расходовании казённых сумм и вынужден был подать в отставку. Однако отставки Николай I не принял, но, уволив Тургенева от должности директора Медицинского департамента, повелел, с сохранением жалованья директора, причислить его к герольдии.
В конце концов, получив знак отличия беспорочной службы, утомлённый 44-х летней службой, А. М. Тургенев вышел в отставку. В 1850-е годы на его квартире на Миллионной улице собирались молодые литераторы и читали свои произведения. Здесь И. С. Тургенев впервые прочёл свой рассказ «Муму», Л. Н. Толстой — свои «Военные рассказы»; тут же читали свои произведения В. П. Боткин, Я. П. Полонский, И. А. Гончаров, А. В. Дружинин; тут же бывал Н. А. Милютин и многие другие деятели по освобождению крестьян.
Манифест 19 февраля 1861 года принял с энтузиазмом; он писал своей дочери:

Вчерашний день совершилось дело на земле истинно великое, христианское и до вчерашняго никогда не случавшееся! Благочестивейший и благодушнейший царь и самодержец православной России разрушил, сокрушил навсегда оковы, приковывавшия 23 миллиона к земле, как неодушевленное дерево прикрепляли корни, глубоко внедрившиеся в земле без малаго столетие. 23 миллиона народа, порабощеннаго до скотскаго существования, возродил в человеческий быт, отверз миллионам очи и уста, возродил в миллионах сознание человека, что не скотина, не вещь, что его не будут продавать как быка или менять на борзую собаку
Умер в Царском Селе 18 (30) июня 1862 года. Похоронен на царскосельском Казанском кладбище.

## Семья
В 62 года А. М. Тургенев женился (17 апреля 1835 года) на Паулине (Пелагее Христиановне) Литке (родилась в Петербурге 4 октября 1807 года, умерла в Москве 11 февраля 1836 года), от которой имел дочь Ольгу (род. 28 января 1836), крестницу В. А. Жуковского, с которым переписывался в течение 30 лет. Ольга хорошо знала И. С. Тургенева и Л. Н. Толстого. От брака с уланским офицером Сергеем Н. Сомовым имела сына Александра — действительного статского советника, генерального консула в Корее.

## Сочинения
1. Записки Александра Михайловича Тургенева. 1772—1863. // Русская старина.
  - — Т. XLVII — № 9 — С. 365—390;
  - 1885 — Т. 48 — № 10 — С. 55—82;
  - 1885 — Т. 48 — № 11 — С. 247—282;
  - 1885 — Т. 48 — № 12 — С. 473—486;
  - 1886 — Т. 49 — № 1 — С. 39—62;
  - 1886 — Т. 52 — № 10 — С. 45—76;
  - 1886 — Т. 52 — № 11 — С. 259—284;
  - 1887 — Т. 53 — № 1 — С. 77—106;
  - 1887 — Т. 53 — № 2 — С. 329—342;
  - 1889 — Т. 61 — № 2 — С. 209—230;
  - 1889 — Т. 62 — № 4 — С. 183—220 Архивная копия от 24 июля 2014 на Wayback Machine.
2. Записки А. М. Тургенева (1796—1801 г.) // Русская старина.
  - 1895 — Т. 83 — № 5 — С. 45—51 Архивная копия от 3 ноября 2013 на Wayback Machine;
  - 1895 — Т. 83 — № 6 — С. 39—46 Архивная копия от 3 ноября 2013 на Wayback Machine;
  - 1895 — Т. 84 — № 7 — С. 73—88 Архивная копия от 3 ноября 2013 на Wayback Machine.
3. Рассказы А. М. Тургенева об императрице Екатерине II // Русская старина. — 1897 — Т. 89 — № 1 — С. 171—176 Архивная копия от 3 ноября 2013 на Wayback Machine.